# Liste d'élections en 1925
Chronologie des élections
- 1921
- 1922
- 1923
- 1924
- 1925
- 1926
- 1927
- 1928
- 1929

Cette liste recense les élections organisées durant l'année 1925. Elle inclut les élections législatives et présidentielles nationales dans les États souverains, ainsi que les principaux référendums.
En Allemagne, Paul von Hindenburg, candidat porté par la droite anti-républicaine, est élu président de la République en avril. Au Portugal, le Premier ministre démocrate de centre-gauche Afonso Costa remporte les élections législatives en novembre, mais est renversé l'année suivante par le coup d'État qui établit la dictature de l'Estado Novo.
Dans les dominions de facto indépendants de l'Empire britannique, les libéraux conservent le pouvoir aux élections législatives en octobre au Canada, tandis que les conservateurs demeurent au pouvoir en Nouvelle-Zélande et en Australie en remportant les élections en novembre.

## Par mois

### Février
| Date      | Pays                                    | Élections    | Notes | Résultats |
| --------- | --------------------------------------- | ------------ | ----- | --- |
| 8 février | Royaume des Serbes, Croates et Slovènes | Législatives |       | Parlement sans majorité. Le Parti radical populaire (conservateur, serbe) y demeure la principale force avec plus d'un tiers des sièges. Nikola Pašić (radical populaire) demeure Premier ministre. |

### Mars
| Date     | Pays       | Élections      | Notes                                                                    | Résultats |
| -------- | ---------- | -------------- | ------------------------------------------------------------------------ | --- |
| 1er mars | Luxembourg | Législatives   |                                                                          | Parlement sans majorité. Alternance. Le Parti de la droite (chrétien conservateur) perd la majorité absolue des sièges. Il conserve une majorité relative mais perd le pouvoir. Pierre Prüm (Parti national indépendant : droite) devient Premier ministre, formant un gouvernement de coalition avec le Parti radical-socialiste (centre-gauche social-libéral) et la Gauche indépendante (centre-gauche), et avec le soutien sans participation d'autres partis. |
| 23 mars  | Égypte     | Législatives   |                                                                          | Parlement sans majorité. Ahmed Zeiwar Pasha demeure Premier ministre jusqu'à la tenue de nouvelles élections anticipées en mai 1926. |
| 29 mars  | Allemagne  | Présidentielle | 1er tour. Première élection présidentielle allemande au suffrage direct. | - |

### Avril
| Date     | Pays      | Élections      | Notes | Résultats |
| -------- | --------- | -------------- | --- | --- |
| 5 avril  | Belgique  | Législatives   | | Parlement sans majorité. Le Parti ouvrier (gauche syndicale et socialiste) devient le premier parti du pays, talonné par le Parti catholique (droite cléricale conservatrice). Ne pouvant gouverner seul, le Parti catholique forme un gouvernement de coalition avec le Parti ouvrier. Prosper Poullet (catholique) devient Premier ministre. |
| 26 avril | Allemagne | Présidentielle | 2d tour. Les candidats ont tous le droit de se maintenir, une majorité relative des suffrages suffisant à être élu au 2d tour. Arrivé premier au 1er tour avec 38,8 % des voix, Karl Jarres (Parti populaire : centre-droit conservateur, libéral en économie) se retire, la droite opposée à la république de Weimar choisissant l'indépendant Paul von Hindenburg comme candidat d'union pour le 2d tour. Arrivé deuxième au 1er tour avec 29,0 % des voix, Otto Braun (Parti social-démocrate : gauche) se retire en faveur de Wilhelm Marx (Parti du centre : centre-droit chrétien-conservateur), arrivé troisième avec 14,5 % des voix mais considéré comme le candidat républicain le mieux placé pour l'emporter au 2d tour. | Paul von Hindenburg, soutenu par la droite et l'extrême-droite anti-républicaine, est élu avec 48,3 % des voix face aux deux autres candidats restés en lice : Wilhelm Marx (Parti du centre, 45,3 %) et Ernst Thälmann (Parti communiste, 6,4 %).                                                                                             |

### Mai
| Date         | Pays    | Élections      | Notes | Résultats |
| ------------ | ------- | -------------- | --- | --- |
| 2 mai        | Bolivie | Présidentielle | La Constitution n'autorise pas le président autoritaire Bautista Saavedra à se représenter. Il choisit le candidat de son parti pour ce scrutin, espérant demeurer ensuite le dirigeant de fait du pays. | José Gabino Villanueva (Parti républicain socialiste : progressiste, autoritaire), candidat du président sortant, est élu avec 84,8 % des voix face à un unique adversaire, Daniel Salamanca Urey (Parti républicain authentique, conservateur). José Gabino s'avérant trop indépendant d'esprit, le président Saavedra annule les résultats de l'élection pour vice de procédure. Une nouvelle élection se tient en décembre. |
| avril et mai | Albanie | Législatives   | Ayant repris le pouvoir par le force après en avoir été chassé par une révolte populaire, Ahmet Zogu a fait adopter une Constitution faisant de lui un dictateur.                                        | Les opposants à la dictature ayant fui le pays ou été emprisonnés, les candidats du gouvernement sont déclarés élus sans élection dans bon nombre de circonscriptions, faute d'adversaire. La nouvelle assemblée est acquise au régime, et le président Zogu met en place un État policier. |

### Juin
| Date   | Pays | Élections    | Notes | Résultats |
| ------ | ---- | ------------ | ----- | --- |
| 8 juin | Irak | Législatives |       | Alternance. Abd al-Muhsin as-Saadoun devient Premier ministre, ayant le soutien d'une majorité absolue des députés (ainsi que des autorités britanniques dans le cadre du mandat britannique de Mésopotamie), qu'il rassemble alors en un « Parti pour le progrès ». |

### Juillet
| Date        | Pays     | Élections    | Notes | Résultats |
| ----------- | -------- | ------------ | ----- | --- |
| 1er juillet | Pays-Bas | Législatives |       | Parlement sans majorité. La Ligue générale catholique romaine (centre-droit clérical et corporatiste, christianisme social) y demeure le premier parti, avec moins d'un tiers des sièges. Hendrikus Colijn (Parti antirévolutionnaire : centre-droit conservateur protestant) devient Premier ministre, formant un gouvernement de coalition avec l'Union chrétienne historique (conservatrice protestante évangéliste) et le Parti d'État catholique-romain (conservateur catholique). |

### Septembre
| Date         | Pays    | Élections    | Notes | Résultats |
| ------------ | ------- | ------------ | --- | --- |
| 17 septembre | Irlande | Sénatoriales | Le Sénat à cette date est élu au suffrage universel direct. En raison du très faible taux de participation à ce scrutin (23,4 %), à partir de 1928 le Sénat est élu par les parlementaires des deux chambres, et non plus directement par les citoyens. | La plupart des élus sont des indépendants. Le Cumann na nGaedheal (centre-droit chrétien-démocrate) demeure le premier parti au Sénat, avec un quart des sièges. |

### Octobre
| Date           | Pays     | Élections      | Notes                                                          | Résultats |
| -------------- | -------- | -------------- | -------------------------------------------------------------- | --- |
| 3 et 4 octobre | Lettonie | Législatives   |                                                                | Parlement sans majorité. Le Parti social-démocrate des travailleurs (gauche menchevik) demeure le premier parti au Parlement avec un tiers des sièges, mais demeure dans l'opposition en raison de la coopération des partis de droite. Kārlis Ulmanis (Union des paysans : conservatrice) devient Premier ministre à la tête d'un gouvernement de coalition avec le Nouveau parti des fermiers et des petits propriétaires terriens et deux autres partis. |
| 22 octobre     | Chili    | Présidentielle | Première élection présidentielle chilienne au suffrage direct. | Emiliano Figueroa, issu du Parti libéral-démocrate (centriste, libéral) et soutenu par de nombreux partis dont le Parti libéral du gouvernement sortant, est élu avec 71,5 % des voix face à un unique adversaire, José Santos Salas (Union social-républicaine des salariés : gauche syndicale). Des élections législatives se tiennent en novembre. |
| 25 octobre     | Suisse   | Législatives   |                                                                | Parlement sans majorité. Le Parti radical-démocratique (social-libéral) demeure le premier parti dans les deux chambres de l'Assemblée fédérale. |
| 29 octobre     | Canada   | Législatives   |                                                                | Parlement sans majorité. Le Parti conservateur y devance le Parti libéral au pouvoir. William Lyon Mackenzie King (libéral) demeure toutefois Premier ministre, à la tête d'un gouvernement minoritaire soutenu par le Parti progressiste. À la suite de l'affaire King-Byng, des élections anticipées se tiennent en septembre 1926. |

### Novembre
| Date            | Pays             | Élections    | Notes                                                         | Résultats |
| --------------- | ---------------- | ------------ | ------------------------------------------------------------- | --- |
| 3 et 4 novembre | Nouvelle-Zélande | Législatives |                                                               | Le Parti de la réforme (conservateur), parti du gouvernement minoritaire sortant, remporte cette fois la majorité absolue des sièges. Gordon Coates demeure Premier ministre. |
| 8 novembre      | Portugal         | Législatives |                                                               | Le Parti démocrate (centre-gauche), qui disposait d'une majorité relative des sièges, remporte cette fois la majorité absolue des sièges dans les deux chambres. Afonso Costa (démocrate) demeure Premier ministre. Le coup d'État du 28 mai 1926 renverse toutefois le gouvernement et instaure la dictature de l'Estado Novo, régime à parti unique de droite catholique corporatiste. |
| 14 novembre     | Australie        | Législatives |                                                               | La coalition des partis conservateurs conserve la majorité absolue des sièges dans les deux chambres du Parlement. Stanley Bruce demeure Premier ministre. |
| 15 novembre     | Tchécoslovaquie  | Législatives |                                                               | Parlement sans majorité. Le Parti républicain des fermiers et des paysans (conservateur) devient le premier parti au Parlement, avec un peu moins d'un siège sur six dans chacune des deux chambres. Antonín Švehla (PRFP) demeure Premier ministre. |
| 22 novembre     | Chili            | Législatives | Ce scrutin fait suite à l'élection présidentielle en octobre. | Parlement sans majorité. Le Parti libéral y est la première force avec près d'un tiers des sièges. |
| 29 novembre     | Uruguay          | Législatives |                                                               | Le Parti colorado (centre-gauche social-libéral) du président José Serrato conserve sa courte majorité absolue des sièges à la Chambre des députés. |

### Décembre
| Date         | Pays      | Élections      | Notes | Résultats |
| ------------ | --------- | -------------- | --- | --- |
| 1er décembre | Bolivie   | Présidentielle | | Hernando Siles Reyes (Parti républicain socialiste : progressiste, autoritaire), candidat du président sortant et soutenu également par le Parti libéral (libéral, laïc, attrape-tout), est élu avec 97,3 % des voix face à un unique adversaire, Daniel Salamanca Urey (Parti républicain authentique, conservateur). Populaire, il se défait de l'influence de son prédécesseur Bautista Saavedra, mais est contraint de démissionner en 1930 lorsqu'il tente de faire prolonger son mandat en réponse à la crise économique mondiale. |
| décembre     | Guatemala | Législatives   | Le Guatemala à cette date est un État autoritaire inféodé à la United Fruit Company. Les résultats des élections sont falsifiés. | Le Parti libéral du président José María Orellana remporte à nouveau officiellement tous les sièges. |